# Chrysopa calathina
Chrysopa calathina là một loài côn trùng trong họ Chrysopidae thuộc bộ Neuroptera. Loài này được C.-k. Yang & X.-k. Yang miêu tả năm 1989.